# Lupii la stână (film)
Lupii la stână (titlul original: în franceză Les Loups dans la bergerie) este un film dramatic francez, realizat în 1960 de regizorul Hervé Bromberger, după romanul omonim al scriitorului Jean Amila (1959), protagoniști fiind actorii Jean-Marc Bory, Pascale Roberts, Pierre Mondy și Françoise Dorléac.

## Rezumat
Pierrot și acoliții săi Alain și Charlot, niște „lupi” (gangsteri în jargon francez) bătăuși periculoși înarmați, fugind de un control al poliției, ajung într-un colț izolat din Alpilles, refugiindu-se în centrul de reabilitare pentru delincvenți juvenili, motivând că li s-a defectat mașina. Căminul este condus de Roger și Irène, care se dedică reabilitării a aproximativ treizeci de adolescenți „inadaptați”. Unul dintre nou-veniți, Pierrot, este rănit și prima măsură de precauție a trio-ului este să se baricadeze în cămin. Irène, care vede imediat ce s-a întâmplat, îi pansează piciorul rănit.
Băieții „căminului” sunt împărțiți în două clanuri. Unu este cel al lui Rouquin, un adolescent dornic de afecțiune pe care o găsește în persoana Madeleinei, o fată de la țară, cu care își petrece uneori noaptea. Al doilea este cel a lui Micou, care face pe durul și se opune violent lui Rouquin, pe care îl acuză că este asociat cu polițiștii. Unii dintre adolescenții delincvenți ispășesc pedeapsa în această instituție fără gratii, dar niciunul nu este brutal, laș și mizerabil ca ucigașii care acum controlează locul. 
Charlot, care e cam prost, îi cere lui Micou să le repare mașina. Băiatul profită de asta pentru a încerca o evadare dar Charlot îl oprește trăgând o rafală după mașină, apoi îl aduce înapoi făcându-l să alerge cu sufletul la gură în fața mașinii.
Deznădăjduiți, în timp ce Pierrot se odihnește, adolescenții și Roger sunt adunați sub supravegherea lui Charlot și Alain, într-o stare de tensiune. Bandiții stau impunători în fața băieților, unii din ei privindu-i admirativ, alții revoltați.
Rămânând cu Irene, Rouquin reușește să evadeze pentru a cere ajutor, dar depistat de Alain, acesta pleacă după el. În confuzia creată, băieții îl neutralizează pe Charlot dar Pierrot va fi doborât involuntar de Alain. Acesta, care a ajuns să-l omoare și pe puști, va fi obligat să se predea poliției, care între timp a fost alertată și a sosit la fața locului. Mai uniți ca niciodată în jurul lui Roger care a avut sub control situația, câștigând în același timp și respectul adolescenților săi, martori că a fi „autoritar” înseamnă mai mult decât a fi „violent”. Convinși de ceea ce sunt adevărații duri, adolescenții aduc trupul camaradului lor acasă.

## Distribuție
- Jean-Marc Bory – Roger
- Pascale Roberts – Irène
- Jean Babilée – Pierre Jasmin alias „Pierrot”
- Jean-François Poron – Alain
- Pierre Mondy – Charlot
- Françoise Dorléac – Madeleine
- Jacques Moulières – Francis
- Jacques Bonnard – Rouquin
- Guy Deshays – Micou
- Gérard Esope – La Rose
- Michel Van Hoecke – Guillaume
- Sophie Daumier –

## Trivia
Printre minori se remarcă tânăra în vârstă de 17 ani, Françoise Dorléac, care a decedat regretabil într-un accident de automobil în 1967, era sora mai mare a lui Catherine Deneuve.

## Melodii din film
Coloana sonoră a filmului este semnată de Serge Gainsbourg și Alain Goraguer se află pe single-ul Philips 432.447, 1960.
1. Générique	1:24
2. Fugue	1:04
3. Les Loups Dans La Bergerie
4. Cha Cha Cha du Loup – muzica de Serge Gainsbourg și Alain Goraguer, textul de Serge Gainsbourg, interpretată de Serge Gainsbourg